# Station Southease
Southease is een spoorwegstation van National Rail in Southease, Lewes in Engeland. Het station is eigendom van Network Rail en wordt beheerd door Southern. Het station is geopend in 1906.